# Pierre Germanès
Pierre, Louis, Frédéric Germanès (né le 24 mai 1797 à Saint-Rémy-de-Provence (Bouches-du-Rhône) et mort le 19 février 1889, à Hyères (Var)) est un homme politique français, député de Vaucluse.

## Biographie
Après avoir exercé la profession d'avocat, Pierre Germanès devient juge d'instruction, puis président au Tribunal d'Avignon, en 1840.